# Június 21.
Június 21. az év 172. (szökőévben 173.) napja a Gergely-naptár szerint. Az évből még 193 nap van hátra.
A nyári (a déli félgömbön téli) napforduló napja, az évben ekkor a leghosszabb (a déli félgömbön a legrövidebb) a nappal.
Névnapok: Alajos, Leila + Albán, Alojzia, Alóma, Demetria, Fillisz, Kloé, Lejla, Léla, Lujza, Olga, Radomér, Ralf

## Események
- 1554 – Báthori András tölti be az országbírói tisztet.
- 1771 – A Szent Jobb Budára érkezett. A kalandos sorsú ereklyét Mária Terézia váltotta ki a raguzai domonkos kolostorból.
- 1842 – Az erdélyi országgyűlésen gróf Kemény József és unokatestvére, gróf Kemény Sámuel felajánlják könyv-, kézirat- és ásványgyűjteményeiket egy Kolozsváron létesítendő Nemzeti Múzeum céljaira.[1]
- 1895 – Megnyílik a Kieli-csatorna.
- 1919 – A Nyílttengeri Flotta Scapa Flow-i önelsüllyesztése az első világháborút követően.
- 1936 – Csehszlovákiában az Országos Magyar Keresztényszocialista Párt és a Magyar Nemzeti Párt Egységes Magyar Párt néven egyesül, melynek elnöke Jaross Andor és az ügyvezető elnöke Esterházy János.
- 1963 – VI. Pál pápa megválasztása.
- 1990 – Megalakul a Budapesti Értéktőzsde.
- 1998 – Szlovákiában megalakul a Magyar Koalíció Pártja.

## Sportesemények
- 1964 – Spanyolország csapata nyeri a labdarúgó Európa-bajnokságot.

Formula–1
- 1953 –  belga nagydíj, Spa-Francorchamps - Győztes: Alberto Ascari  (Ferrari)
- 1969 –  holland nagydíj, Zandvoort - Győztes: Jackie Stewart  (Matra Ford)
- 1970 –  holland nagydíj, Zandvoort - Győztes: Jochen Rindt  (Lotus Ford). Ezen a versenyen vesztette életét Piers Courage.
- 1981 –  spanyol nagydíj, Jarama - Győztes: Gilles Villeneuve  (Ferrari Turbo)
- 1987 –  amerikai nagydíj, Detroit - Győztes: Ayrton Senna  (Lotus Honda Turbo)
- 2009 –  brit nagydíj, Silverstone Circuit - Győztes: Sebastian Vettel  (Red Bull-Renault)
- 2015 –  osztrák nagydíj, Red Bull Ring - Győztes: Nico Rosberg  (Mercedes)

## Születések
- 1002 – IX. Leó pápa német arisztokrata származású pap, a katolikus egyház 152. egyházfője († 1054)
- 1732 – Johann Christoph Friedrich Bach német zeneszerző, csembalista Johann Sebastian Bach kilencedik gyereke († 1795)
- 1763 – Pierre-Paul Royer-Collard francia jogász, filozófus, politikus, 1827-től a Francia Akadémia tagja († 1845)
- 1814 – Báró Wenckheim László magyar politikus, mezőgazdász, lótenyésztő († 1879)
- 1856 – Strobl Alajos magyar szobrászművész († 1926)
- 1874 – Kempelen Béla családtörténet-író, heraldikus († 1952)
- 1897
  - Molnár Farkas magyar műépítész, festő és grafikus, az avantgárd építészet kiemelkedő képviselője († 1945)
  - Bertalan Kálmán magyar földbirtokos, huszárfőhadnagy, országgyűlési képviselő († 1983)
- 1905 – Jean-Paul Sartre Nobel-díjas francia író († 1980)
- 1912 – Szőke Lajos, magyar szobrászművész († 2015)
- 1918 – Szele Tibor, Kossuth-díjas magyar matematikus († 1955)
- 1923 – Simon György Jászai Mari-díjas magyar színész, érdemes művész  († 2017)
- 1924 – Fáy Györgyi magyar színésznő († 2014)
- 1928 – Bara Margit, Kossuth-díjas magyar színésznő († 2016)
- 1930 – Hidvégi Elek magyar színész († 1989)
- 1932 – Lalo Schifrin argentin zeneszerző, zongorista és karmester
- 1935
  - Almási Ágnes világbajnok asztaliteniszező († 2020)
  - Françoise Sagan (er. Françoise Quoirez) francia írónő († 2004)
- 1937 – John Cannon kanadai autóversenyző († 1999)
- 1943 – Marika Green svéd születésű francia színésznő (Bee alakítója az („Emmanuelle”-ben)
- 1947
  - Sirin Ebádi, az első iráni bírónő, 2003-ban Nobel-békedíjat kapott
  - Wolf Péter Erkel Ferenc-díjas magyar zeneszerző, zongorista
- 1949 – Barbinek Péter Jászai Mari-díjas színész, szinkronszínész
- 1962 – Szappanos Gábor magyar író, műfordító, szerkesztő
- 1966 – Bozsó József magyar színész
- 1968 – Hetessy Csaba magyar zeneszerző
- 1970 – Kerekes Viktória magyar színésznő
- 1971 – Nagy Zsolt romániai magyar politikus
- 1977 – Szabó K. István Jászai Mari-díjas magyar rendező, színigazgató
- 1979 – Bakonyi Csilla magyar színésznő
- 1979 – Chris Pratt amerikai színész
- 1981
  - Cindy Orquidea Lima spanyol kosárlabdázó
  - Meskó Ilona magyar zongoraművész, zeneszerző, karmester, zenetanár
  - Brandon Flowers amerikai énekes (The Killers együttes frontembere)
- 1982 – Vilmos herceg angol trónörökös
- 1985 – Lana Del Rey amerikai énekesnő
- 1987 – Szatory Dávid magyar színész
- 1989 – Enrico Garozzo olasz párbajtőrvívó
- 1990 – JaMychal Green amerikai kosárlabdázó
- 1992
  - Pecz Réka magyar úszónő
  - Max Schneider amerikai énekes
- 1993 – Sinem Ünsal török színésznő
- 1997 – Rebecca Black amerikai énekesnő
- 1998 – Róland Toftum feröeri úszó

## Halálozások
- 1208 – Fülöp német király (* 1177)
- 1305 – II. Vencel cseh király (* 1271)
- 1377 – III. Eduárd angol király (* 1312)
- 1527 – Niccolò Machiavelli  olasz író, filozófus, politikus, korának egyik legnagyobb hatású gondolkodója, kinek sorsa összefonódott a reneszánsz Firenzével és a gyakorlati politizálással (* 1469)
- 1547 – Sebastiano del Piombo olasz festő (* 1485 körül)
- 1582 – Oda Nobunaga a japán történelem szengoku-korszakának egyik legjelentősebb hadura, daimjója (* 1534)
- 1908 – Nyikolaj Andrejevics Rimszkij-Korszakov orosz zeneszerző, az "Orosz ötök" egyike (* 1844)
- 1913 – Gaston Tarry francia matematikus (* 1843)
- 1928 – Ballagi Aladár magyar történész (* 1853)
- 1940 – Marczali Henrik magyar történész, egyetemi tanár, az MTA levelező tagja  (* 1856)
- 1944 – Magyary-Kossa Gyula farmakológus, egyetemi tanár, MTA-tag (* 1865)
- 1954 – Gideon Sundbäck svéd-amerikai mérnök, a cipzár fejlesztője (* 1880)
- 1957 – Johannes Stark Nobel-díjas német fizikus (* 1874)
- 1956 – Kreybig Lajos agrokémikus, talajtani kutató, az MTA tagja, Magyarország talajismereti térképezésének és a biológiai talajerőpótlás alkalmazásának elindítója (* 1879)
- 1959 – Kovács Béla politikus, földművelésügyi miniszter, a Független Kisgazdapárt országos főtitkára (* 1908)
- 1963 – Széchenyi Lajos földbirtokos, országgyűlési képviselő (* 1902)
- 1970 – Piers Courage brit autóversenyző (* 1942)
- 1984 – Ferencz Károly olimpiai bronzérmes birkózó (* 1913)
- 1994 – Kontraszty László festőművész (* 1906)
- 2001 – John Lee Hooker amerikai blues-zenész (* 1917)
- 2003 – Leon Uris amerikai zsidó író (* 1924)
- 2013 – Kiss Dénes magyar író, költő, műfordító (* 1936)
- 2016 – Zsoldos Vera magyar grafikus, illusztrátor (* 1924)
- 2017 – Rubovszky György magyar ügyvéd, politikus, országgyűlési képviselő (* 1944)
- 2019 – Kenéz László magyar szobrász, és éremművész, grafikus, festő (* 1942)
- 2020 – Bálint György (Bálint gazda) magyar kertészmérnök, író, szerkesztő, médiaszemélyiség, újságíró, országgyűlési képviselő (* 1919)
- 2024 – Quittner János szlovákiai magyar táncművész (* 1941)
- 2024 - Vadász Zsolt magyar színész, operett- és operaénekes (* 1972)

## Nemzeti ünnepek, emléknapok, világnapok
- A Zene Ünnepe (La Fête de la Musique, 1982 óta, Maurice Fleuret francia zenetudós és Jack Lang francia oktatásügyi miniszter kezdeményezése nyomán
- Menj gördeszkázni nap! A gördeszkázás nemhivatalos világnapja
- A jóga nemzetközi napja 2015 óta [2]